# Schiffornis major
Schiffornis major là một loài chim trong họ Tityridae.